# Arquidiócesis de La Paz
La arquidiócesis de La Paz (en latín: Archidioecesis Pacensis in Bolivia) es una circunscripción eclesiástica de la Iglesia católica en Bolivia. Se trata de una arquidiócesis latina, sede metropolitana de la provincia eclesiástica de La Paz. Desde el 23 de mayo de 2020 su arzobispo es Percy Lorenzo Galván Flores.

## Territorio y organización

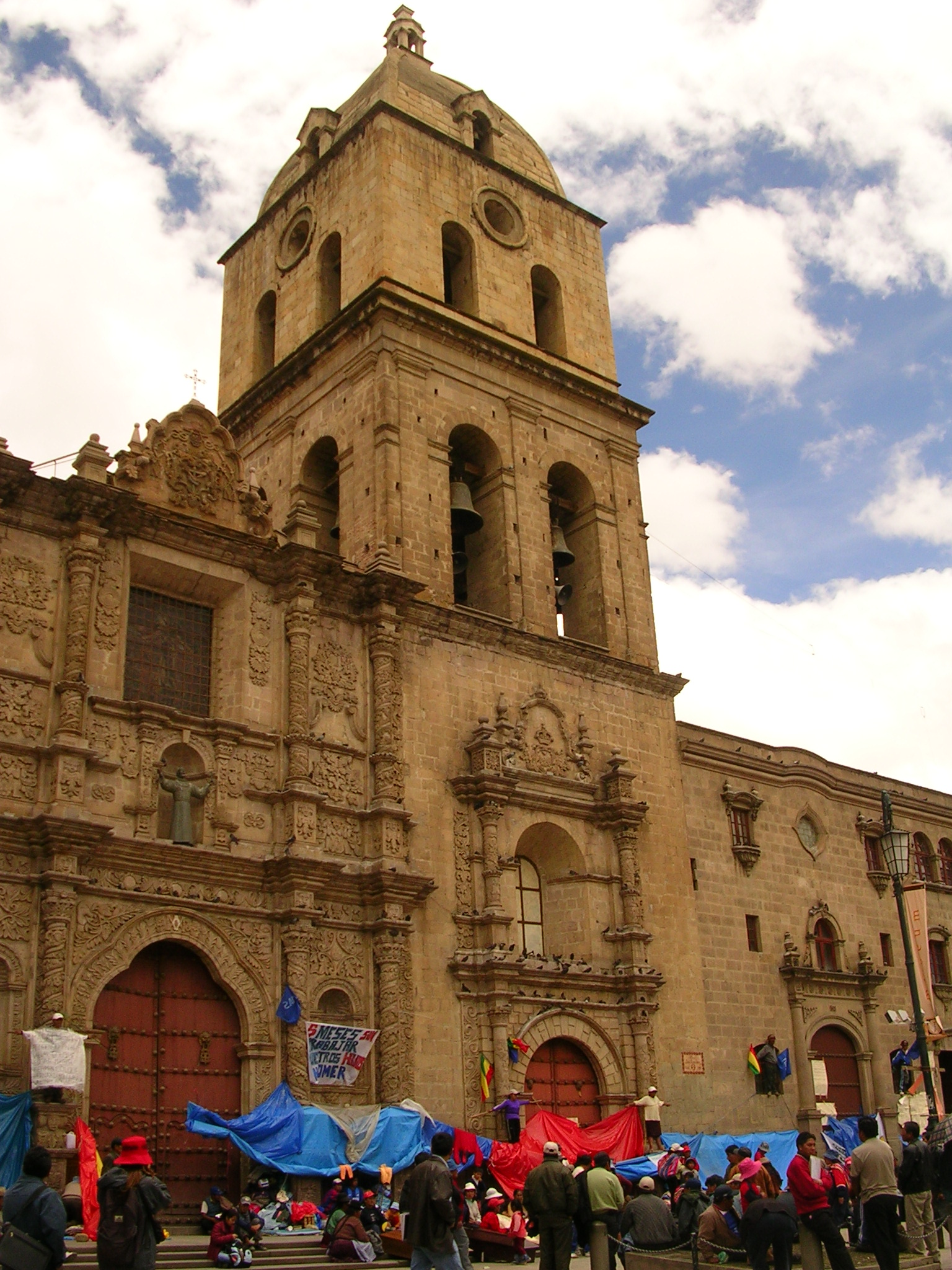
Basílica de San Francisco, en La Paz

La arquidiócesis tiene 10 975 km² y extiende su jurisdicción sobre los fieles católicos de rito latino residentes en 9 provincias del departamento de La Paz. 

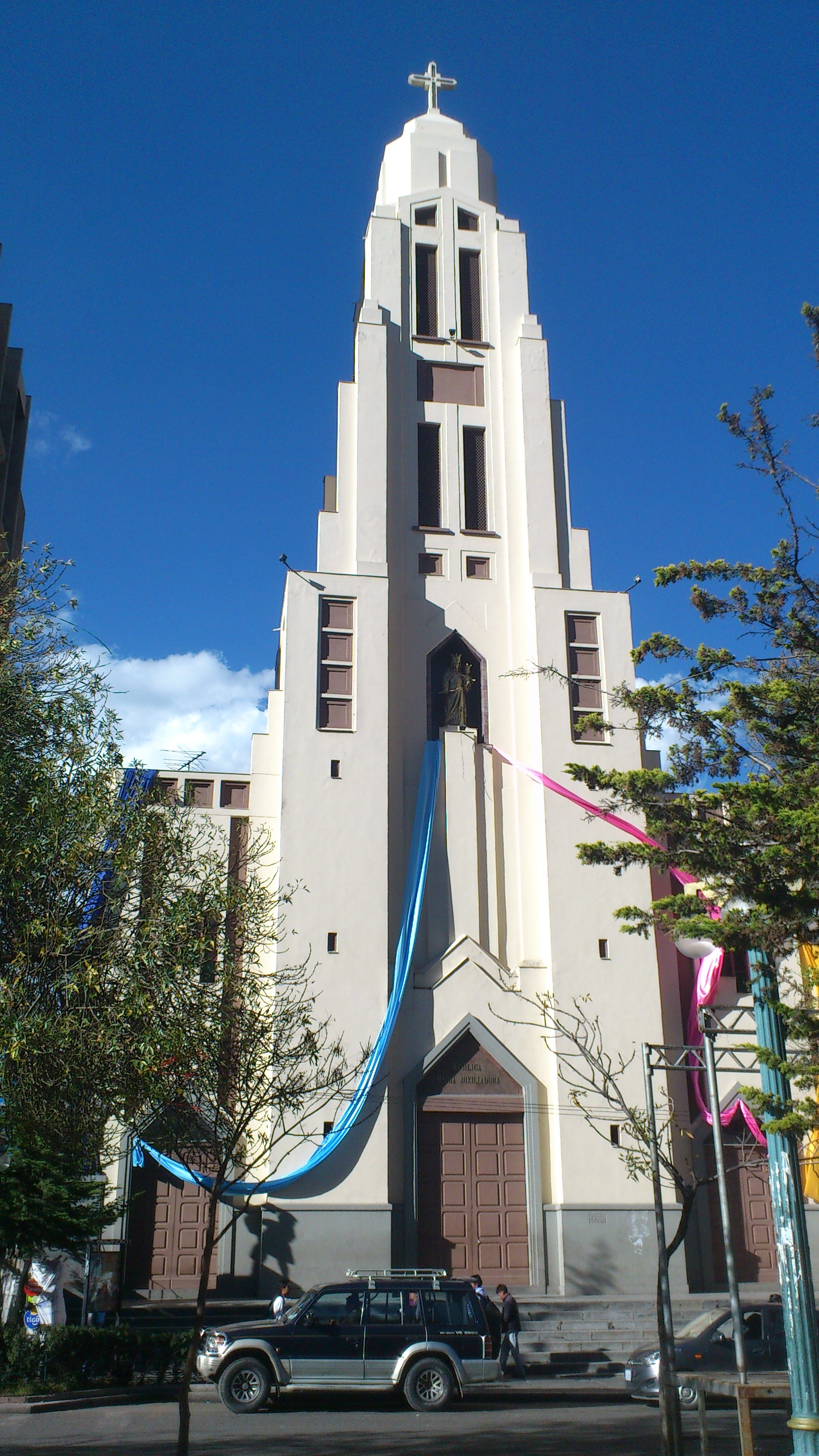
Basílica de María Auxiliadora, en La Paz

La sede de la arquidiócesis se encuentra en la ciudad de La Paz, en donde se halla la Catedral basílica de Nuestra Señora de La Paz y las basílicas de San Francisco y de María Auxiliadora. Otro templo destacado es la iglesia del Carmen.
La arquidiócesis tiene como sufragáneas a las diócesis de Coroico y El Alto y a la prelatura territorial de Corocoro.
En 2021 en la arquidiócesis existían 53 parroquias.

## Historia
El territorio de la arquidiócesis de La Paz (originariamente centro de altas culturas andinas) recibió a los primeros misioneros que cruzaron el río Desaguadero para evangelizar todo el Collao una vez conquistado el Cuzco y se establecido allí el primer obispado de esa parte de América en 1530.
Con la fundación de ciudades y pueblos hispanos y la creación de la primera Iglesia particular en lo que hoy es Bolivia (Charcas en 1552), la pastoral se diversificó desde la evangelización y catequesis de los pueblos indígenas a la atención pastoral de hispanos y criollos como a las misiones a infieles en las zonas de Yungas y Apolobamba, también se realizó la organización eclesiástica, el desarrollo de la vida religiosa y el surgimiento del clero secular nativo. Este trabajo pastoral movió al papa Paulo V a erigir la diócesis de La Paz el 4 de julio de 1605 con la bula Super specula militantis Ecclesiae, derivando el territorio de la diócesis de La Plata o Charcas (hoy arquidiócesis de Sucre) junto a la de Santa Cruz de la Sierra y a elevar la sede de Charcas a la categoría de arquidiócesis. Fue confirmada por cédula real de 17 de noviembre de 1607, que delegó y comisionó al presidente de la Real Audiencia de Charcas, Alonso Maldonado de Torres, para que señalara los límites entre las diócesis. Comprendía 80 curatos entre Paucarcolla y Chucuito a orillas del lago Titicaca y las provincias de Larecaja, Pacajes, Sicasica y Omasuyos. A la catedral le fueron asignados 3 dignidades y 4 canónigos.
Originalmente sufragánea de la arquidiócesis de Lima, el 20 de julio de 1609 pasó a formar parte de la provincia eclesiástica de la arquidiócesis de La Plata o Charcas.
En 1610 se estableció el seminario diocesano, dedicado a san Jerónimo. El seminario experimentó altibajos y en el siglo XIX fue cerrado y reabierto por las autoridades civiles cuatro veces.
En 1686 fueron incorporadas al obispado las misiones franciscanas de Apolobamba o Caupolicán en el corregimiento de Larecaja. El 22 de agosto de 1798 el rey dictó una real cédula por la cual ordenó que los franciscanos entregasen al obispo de La Paz los 8 pueblos para ser secularizados, mandando que cada una sea un curato. Una real orden del 30 de septiembre de 1804 ordenó que los pueblos misionales de Cavinas, Pacaguaras y Mosetenes, fuesen devueltos por el Virreinato del Perú a la intendencia de La Paz. El 25 de diciembre de 1799 el rey dictó una real cédula confirmando que las misiones de Apolobamba estaban dentro de la jurisdicción de la intendencia y del obispado de La Paz.
En la relación del virrey del Perú José Antonio Manso de Velasco a su sucesor con fecha 23 de agosto de 1761 indicó que la diócesis de La Paz tenía 108 337 personas en las 7 provincias que entonces la integraban: Ciudad de La Paz, Omasuyos, Cicasica, Pacages, Chucuito, Paucarcolla, Larecaxa.
El 5 de junio de 1784 fue creada la intendencia de Puno incluyendo el partido de Chucuito y la villa de Puno (Paucarcolla o Huancané) pertenecientes al obispado de La Paz.  
La Iglesia paceña se desarrolló en el período virreinal y sufrió también la crisis de la guerra de la independencia y del proyecto secular del libertador Antonio José de Sucre. En la segunda mitad del siglo XIX se conoce un nuevo periodo de desarrollo y florecimiento pastoral. Pero después, ha de enfrentar la segunda crisis en los gobiernos liberales, durante los primeros lustros del siglo XX.
El 7 de agosto de 1825 Simón Bolívar decretó la separación de las provincias de Chucuito y Huancané de la jurisdicción del obispado de La Paz e incorporándolas a la diócesis del Cuzco sin intervención papal.
La diócesis de Puno en Perú se erigió mediante la bula In procuranda universalis Ecclesiae por el papa Pío IX el 7 de octubre de 1861, desmembrando una parte del territorio de la diócesis del Cuzco y formalizó la separación hecha en 1825 de Chucuito y de Huancané del obispado de La Paz.
El 18 de junio de 1943 fue elevada al rango de arquidiócesis metropolitana con la bula Ad Spirituale Bonum del papa Pío XII.
El 25 de diciembre de 1949 cedió una parte de su territorio para la erección de la prelatura territorial de Corocoro mediante la bula Quod christianae plebis del papa Pío XII.
El 7 de noviembre de 1958 cedió una parte de su territorio para la erección de la prelatura territorial de Coroico (hoy diócesis de Coroico) mediante la bula Ex quo die del papa Juan XXIII.
El 25 de junio de 1994 cedió otra parte de su territorio para la erección de la diócesis de El Alto mediante la bula Spirituali Christifidelium del papa Juan Pablo II.
La arquidiócesis recibió las visitas pastorales de los papas Juan Pablo II en 1988 y Francisco en 2015.

## Estadísticas
Según el Anuario Pontificio 2022 la arquidiócesis tenía a fines de 2021 un total de 948 921 fieles bautizados.
| Año                                                                             | Población            | Población | Población      | Sacerdotes | Sacerdotes    | Sacerdotes    | Bautizados por sacerdote | Diáconos permanentes | Religiosos | Religiosos | Parroquias |
| Año                                                                             | Bautizados católicos | Total     | % de católicos | Total      | Clero secular | Clero regular | Bautizados por sacerdote | Diáconos permanentes | Varones    | Mujeres    | Parroquias |
| ------------------------------------------------------------------------------- | -------------------- | --------- | -------------- | ---------- | ------------- | ------------- | ------------------------ | -------------------- | ---------- | ---------- | ---------- |
| 1950                                                                            | 980 000              | 1 000     | 98.0           | 134        | 48            | 86            | 7313                     |                      | 102        | 234        | 122        |
| 1966                                                                            | 850 000              | 1 000     | 85.0           | 180        | 49            | 131           | 4722                     |                      | 195        | 314        | 77         |
| 1968                                                                            | 800 000              | 1 200 000 | 66.7           | 207        | 57            | 150           | 3864                     |                      | 165        | 457        | 492        |
| 1976                                                                            | 1 429 750            | 1 505 000 | 95.0           | 198        | 60            | 138           | 7220                     | 7                    | 183        | 355        | 74         |
| 1980                                                                            | 1 628 000            | 1 809 000 | 90.0           | 187        | 57            | 130           | 8705                     | 10                   | 176        | 368        | 74         |
| 1990                                                                            | 2 286 000            | 2 504 000 | 91.3           | 194        | 57            | 137           | 11 783                   | 16                   | 291        | 237        | 86         |
| 1999                                                                            | 860 000              | 974 000   | 88.3           | 140        | 58            | 82            | 6142                     | 3                    | 122        | 263        | 54         |
| 2000                                                                            | 937 400              | 1 061 600 | 88.3           | 134        | 56            | 78            | 6995                     | 3                    | 128        | 270        | 55         |
| 2001                                                                            | 1 021 766            | 1 160 683 | 88.0           | 149        | 68            | 81            | 6857                     | 3                    | 135        | 290        | 55         |
| 2002                                                                            | 1 109 978            | 1 265 145 | 87.7           | 156        | 72            | 84            | 7115                     | 3                    | 136        | 300        | 55         |
| 2003                                                                            | 1 206 769            | 1 369 645 | 88.1           | 144        | 64            | 80            | 8380                     | 3                    | 131        | 310        | 53         |
| 2004                                                                            | 1 292 872            | 1 474 150 | 87.7           | 153        | 62            | 91            | 8450                     | 3                    | 152        | 332        | 53         |
| 2013                                                                            | 840 793              | 1 057 287 | 79.5           | 168        | 80            | 88            | 5004                     | 1                    | 139        | 333        | 53         |
| 2016                                                                            | 873 402              | 1 095 906 | 79.7           | 137        | 71            | 66            | 6375                     |                      | 83         | 177        | 53         |
| 2019                                                                            | 930 516              | 1 208 316 | 77.0           | 133        | 72            | 61            | 6996                     | 2                    | 84         | 147        | 53         |
| 2021                                                                            | 948 921              | 1 249 740 | 75.9           | 112        | 71            | 41            | 8472                     | 2                    | 64         | 132        | 53         |
| Fuente: Catholic-Hierarchy, que a su vez toma los datos del Anuario Pontificio. |                      |           |                |            |               |               |                          |                      |            |            |            |

## Episcopologio

### Obispos de La Paz
- Diego de Zambrana y Guzmán † (4 de julio de 1605-14 de enero de 1608 nombrado obispo de La Plata o Charcas) (obispo electo)

- Domingo Valderrama y Centeno, O.P. † (28 de mayo de 1608-1615 falleció)
- Pedro de Valencia † (30 de julio de 1617-1631 falleció)
- Feliciano de la Vega Padilla † (5 de septiembre de 1633-22 de marzo de 1639 nombrado arzobispo de México)
- Alonso de Franco y Luna † (30 de mayo de 1639-1645 falleció)
  - Francisco de la Serna, O.S.A. † (21 de agosto de 1645-abril de 1647 falleció) (obispo electo)
- Luis Antonio de Castro y Castillo † (13 de enero de 1648-7 de octubre de 1653 falleció)
- Martín Velasco y Molina † (14 de mayo de 1655-1662 falleció)
  - Martín de Monsalvo, O.S.A. † (21 de julio de 1664-?) (obispo electo)
  - Bernardino de Cárdenas Ponce, O.F.M.Obs. † (1666-1668 falleció) (obispo electo)
- Gabriel de Guilléstegui, O.F.M.Obs. † (1 de septiembre de 1670-1677 falleció)
  - Sede vacante (1677-1680)
  - Juan Pérez de Corcha † (22 de enero de 1680-1680 falleció) (obispo electo)
- Juan Queipo de Llano y Valdés † (23 de septiembre de 1680-19 de abril de 1694 nombrado arzobispo de La Plata o Charcas)
- Bernardo de Carrasco y Saavedra, O.P. † (19 de julio de 1694-24 de agosto de 1697 falleció)
  - Sede vacante (1697-1702)
- Nicolás Urbano de Mata y Haro † (12 de mayo de 1702-29 de diciembre de 1704 falleció)
  - Sede vacante (1704-1708)
- Diego Morcillo Rubio de Auñón de Robledo, O.SS.T. † (14 de mayo de 1708-21 de marzo de 1714 nombrado arzobispo de La Plata o Charcas)
- Mateo Panduro y Villafañe, O.C.D. † (1 de octubre de 1714-21 de marzo de 1722 falleció)
- Alejo Fernando de Rojas y Acevedo † (30 de agosto de 1723-1730 falleció)
- Agustín Rodríguez Delgado † (17 de diciembre de 1731-22 de enero de 1742 nombrado arzobispo de La Plata o Charcas)
- Salvador Bermúdez y Becerra † (28 de febrero de 1742-14 de junio de 1746 nombrado arzobispo de La Plata o Charcas)
- José de Peralta Barrionuevo y Rocha Benavídez, O.P. † (14 de junio de 1746-17 de noviembre de 1746 falleció)
- Matias de Ibáñez † (4 de septiembre de 1747-25 de agosto de 1751 falleció)
- Diego Antonio de Parada † (18 de diciembre de 1752-25 de enero de 1762 nombrado arzobispo de Lima)
- Gregorio Francisco de Campos † (4 de mayo de 1764-22 de diciembre de 1789 falleció)
- Alejandro José de Ochoa † (11 de abril de 1791-5 de mayo de 1796 falleció)
- Remigio de La Santa y Ortega † (24 de julio de 1797-10 de agosto de 1816 renunció)
- Antonio Sánchez Matas, O.F.M.Obs. † (21 de diciembre de 1818-28 de abril de 1827 renunció)
- José María de Mendizábal † (15 de diciembre de 1828-24 de julio de 1835 nombrado arzobispo de La Plata o Charcas)
- Francisco León de Aguirre † (19 de mayo de 1837-13 de julio de 1840 nombrado obispo de Santa Cruz de la Sierra)
  - Sede vacante (1840-1843)
  - José Manuel Fernández de Córdoba y Meló † (13 de julio de 1840-4 de marzo de 1841 falleció) (obispo electo)
- José Manuel de Yndaburo † (22 de junio de 1843-16 de diciembre de 1844 falleció)
  - Sede vacante (1844-1851)
  - Miguel de Orozco † (20 de enero de 1848-1849 falleció) (obispo electo)
- Mariano Fernández de Córdoba † (10 de abril de 1851-2 de mayo de 1868 falleció)
- Calisto Clavijo † (24 de septiembre de 1868-27 de abril de 1874 renunció[nota 4])
- Juan de Dios Bosque † (4 de mayo de 1874-9 de mayo de 1890 falleció)
- Juan José Baldivia † (1 de junio de 1891-5 de octubre de 1899 falleció)
- Nicolás Armentia Ugarte, O.F.M.Rec. † (12 de noviembre de 1901-24 de noviembre de 1909 falleció)
- Manuel José Pena † (24 de octubre de 1911-10 de agosto de 1914 falleció)
- Dionisio Ávila † (27 de enero de 1916-3 de julio de 1919 falleció)
- Celestino Loza † (20 de junio de 1920-21 de enero de 1921 falleció)
  - Sede vacante (1921-1924)
- Augusto Sieffert, C.SS.R. † (15 de noviembre de 1924-24 de febrero de 1934 renunció[nota 5])
  - Sede vacante (1934-1938)
- Abel Isidoro Antezana y Rojas, C.M.F. † (16 de enero de 1938-18 de junio de 1943 nombrado arzobispo)

### Arzobispos de La Paz
- Abel Isidoro Antezana y Rojas, C.M.F. † (18 de junio de 1943-5 de abril de 1967 retirado[nota 6])
- Jorge Manrique Hurtado † (27 de julio de 1967-24 de febrero de 1987 retirado)
- Luis Sáinz Hinojosa, O.F.M. † (24 de febrero de 1987-31 de julio de 1996 renunció)
- Edmundo Luis Flavio Abastoflor Montero (31 de julio de 1996-23 de mayo de 2020 retirado)
- Percy Lorenzo Galván Flores, desde el 23 de mayo de 2020